# Manual de Oslo

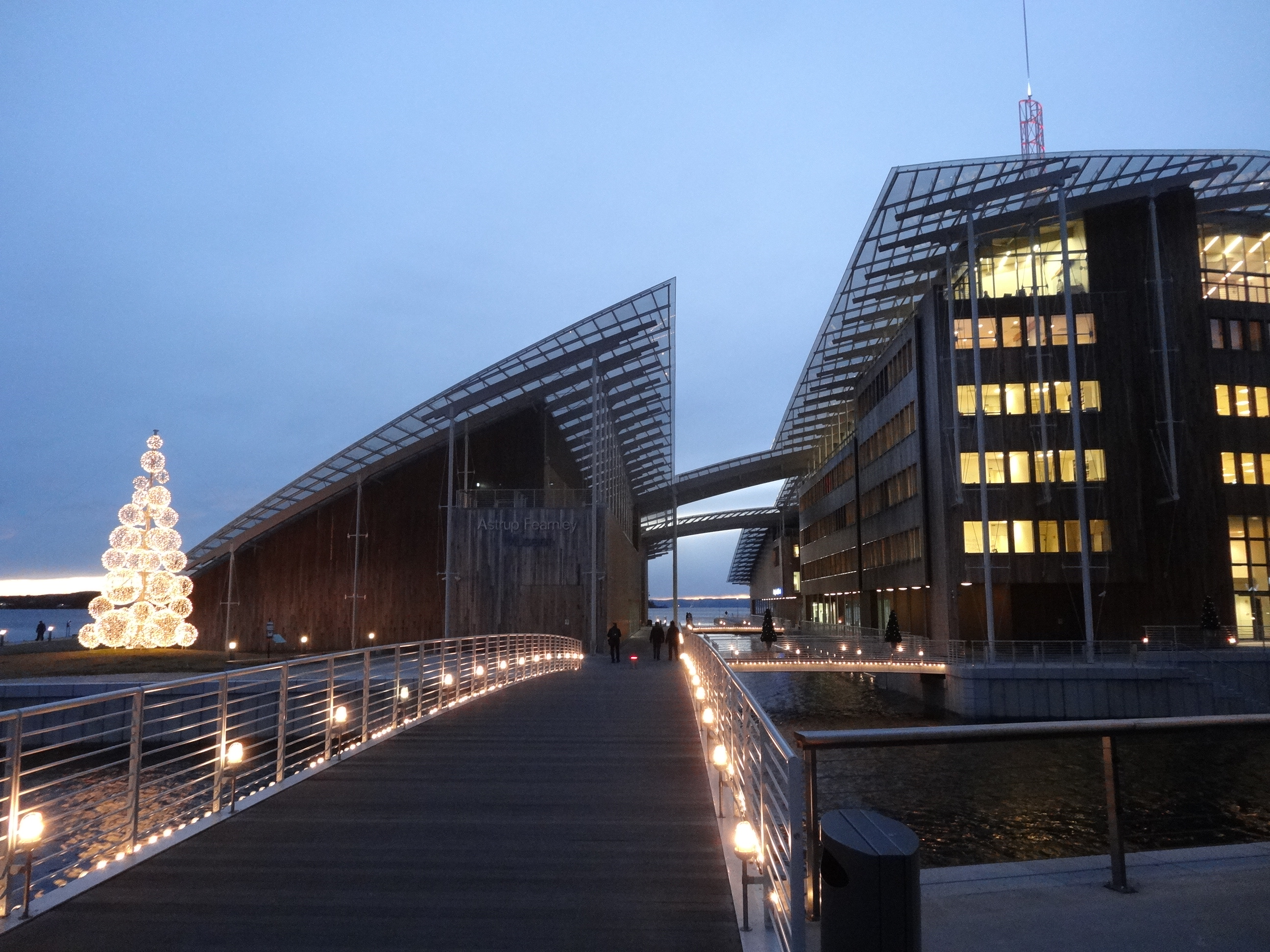
Imagem de Oslo.￼Ajuda

Em 1990 foi editada pela Organização para a Cooperação e Desenvolvimento Econômico (OCDE) a primeira edição do Manual de Oslo - Proposta de Diretrizes para Coleta e Interpretação de Dados sobre Inovação Tecnológica, que tem o objetivo de orientar e padronizar conceitos, metodologias e construção de estatísticas e indicadores de pesquisa de P&D de países industrializados.
No Brasil, a primeira tradução para o português foi produzida e divulgada pela FINEP em meio eletrônico, em 2004.
Na terceira edição, de 2005, do Manual de Oslo agregou atualizações que definiram a inovação de uma forma abrangente e mais compatível com a forma como as inovações são percebidas no início do século 21.
Segundo o manual de 2005 nem tudo o que é lançado no mercado é necessariamente uma inovação. Para haver inovação são necessárias algumas características específicas segundo o tipo de inovação. O Manual distingue quatro tipos de inovação: produto, processo, marketing e organizacional. Para haver inovação de produto é necessária a introdução de melhoria significativa nas características do produto (bem ou serviço), por exemplo, com melhora em especificações técnicas, componentes e materiais. Esse tipo de inovação altera as características funcionais do produto. A inovação de processo pressupõe um método de produção ou distribuição novo ou significativamente melhorado, por exemplo, como a introdução de novos equipamentos de automação em uma linha de produção ou novos métodos de distribuição. Esse tipo de inovação altera as características de produção/distribuição, mas não altera necessariamente características funcionais do produto. A inovação de marketing está relacionada com mudanças na concepção, posicionamento e promoção de produtos. A inovação organizacional está relacionada com as práticas de negócio da empresa.
Em 2018 foi lançada a quarta edição do Manual de Oslo, atualizando alguns de seus conceitos.